# Södra Sandby IF
Södra Sandby IF, bildad 16 maj 1926, är en idrottsförening i Södra Sandby, som bedriver fotboll och friidrott. 
Föreningen bedriver både herr- och damfotboll. 
Herrlaget spelar under 2018 i Div.4 Östra, Skåne.
Damlaget spelar under 2018 i Div.1 Södra Götaland.

## Historia
Föreningen skapas den 16 maj 1926. Några månader senare har föreningen skapat ett kapital på 1 700kr genom ett överskott från en fest i Fågelsångs tivoli. Under det första året bedrevs föreningens verksamhet på ängsmark i närheten av Skytteskogen, för att sedan 15 juni 1927 köpa mark i utkanten av byn för 2 275kr. Marken visade sig vara olämplig för verksamheten och efter år av nödlösningar såldes idrottsplatsen 1935. Föreningens verksamhet pausade fram till 1940-talet, då man kunde starta upp föreningen igen efter att ha arrenderat mark på den plats där verksamheten bedrivs idag. 

Södra Sandby IF:s fotbollsherrar gick upp i Division 5 säsongen 2007, efter kval mot Hammenhögs IF.